# Levá alternativa
Levá alternativa (LA) bylo české radikálně levicové politické uskupení, které usilovalo o demokratický a samosprávný socialismus. Začalo se formovat na jaře 1989, navazovalo na marxisticky orientovanou disidentskou levici. Mezi jeho členy patřili Petr Uhl, Egon Bondy, Petr a Miloš Kužvartovi, Ivan David, Miroslav Gregorovič či novináři Martin Hekrdla, Alexandr Kramer nebo Jiří Kouda. V rámci hnutí existovalo i anarchistické křídlo, ze kterého později vzniklo Československé anarchistické sdružení. Po listopadových událostech se Levá alternativa stala součástí Občanského fóra, po zvolení Václava Klause předsedou z něj ale byla spolu s Obrodou vyloučena.
V roce 1992 vyjádřilo vedení a část členů podporu Liberálnímu klubu OF, radikálnější část členstva chtěla vytvořit volební koalici s Komunistickou stranou Čech a Moravy. Po těchto událostech se stala LA nefunkční, mnoho členů přešlo do ostatních levicových stran nebo protestních hnutí.